# Česká a slovenská oftalmologie
Ceská a slovenská oftalmologie. Časopis Ceské oftalmologické spolecnosti a Slovenské oftalmologické spolecnosti (skrót: Čes. slov. oftalmol.) – naukowe czasopismo okulistyczne wydawane w Czechach od 1995; dwumiesięcznik.
Czasopismo jest kontynuatorem wydawanego w latach 1933–1994 czechosłowackiego dwumiesięcznika okulistycznego o nazwie „Československá oftalmologie" (tytuł ukazywał się systematycznie z wyjątkiem lat: 1934, 1936 oraz 1938–1947).
Wydawcą jest Czeskie Towarzystwo Lekarskie im. Jana Evangelisty Purkyněgo (czes. Česká lékařská společnost Jana Evangelisty Purkyně) z siedzibą w Pradze. Czasopismo jest recenzowane i publikuje prace oryginalne, wyniki badań, przeglądy, raporty przypadków, artykuły dla praktyków, raporty z kongresów i sympozjów oraz recenzje książek. Tematyka publikacji dotyczy nowych metod diagnostycznych w zakresie chorób oczu oraz ich leczenia (zachowawczego i chirurgicznego).
Redaktorem naczelnym „Česká a slovenská oftalmologie" jest Jiří Řehák – profesor okulistyki związany z Uniwersytetem Palackiego w Ołomuńcu. W skład rady redakcyjnej (czes. redakční rada) czasopisma wchodzą m.in. Matúš Rehák, Pavel Rozsíval oraz Eva Vlková.
W międzynarodowym rankingu SCImago Journal Rank (SJR) mierzącym wpływ, znaczenie i prestiż poszczególnych czasopism naukowych „Česká a slovenská oftalmologie" zostało sklasyfikowane na 98. miejscu wśród czasopism okulistycznych (stan na czerwiec 2018).
W polskim wykazie czasopism punktowanych przez Ministerstwo Nauki i Szkolnictwa Wyższego czasopismo otrzymało 20 punktów (wg punktacji z 2019 roku).